# 中国材料研究学会
中国材料研究学会（英語：Chinese Materials Research Society），是由中华人民共和国从事材料科学技术工作的个人和单位组成的学术组织，隶属于中国科学技术协会，挂靠在中国科学院。

## 概况
中国材料研究学会于1991年5月16日在北京成立，是国际材料研究学会联合会的发起单位之一。学会现有分支机构14个，团体会员162个。

## 期刊
- 《Progress in Natural Science: Materials International》（缩写PROG NAT SCI-MATER）[2]

## 颁发奖项
- 中国材料研究学会科学技术奖[3]